# 마키 리처드슨

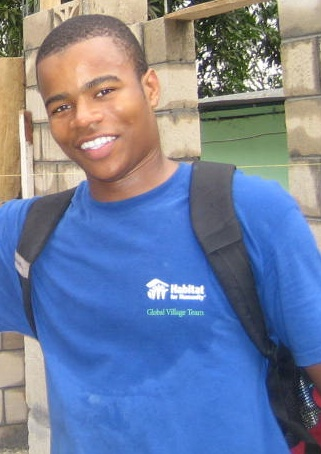

마키 리처드슨(영어: Marque Richardson, 1985년 10월 23일 ~ )은 미국의 배우, 각본가이다.
샌디에이고에서 태어났다.

## 영화
- 인헤리턴스 (2020년)
- 스텝 시스터즈 (2018년)
- 올 더 웨이 (2016년)
- 캠퍼스 오바마 전쟁 (2014년) - 레지 스미스 역